# Joëlle Ducos
Pour l’article homonyme, voir Ducos.
Joëlle Ducos, née le 31 janvier 1960 à Châtellerault, est une linguiste et philologue médiéviste. Elle est directrice d'études à l'École pratique des hautes études (EPHE), section des sciences historiques et philologiques, et professeur de linguistique médiévale et de philologie à l'université Paris-Sorbonne.  

## Biographie
Après une licence et une maîtrise de lettres classiques, Joëlle Ducos obtient l'agrégation de lettres classiques en 1984. Elle est alors professeur dans l'enseignement secondaire et en École normale d'instituteurs, puis détachée à l'université de Limoges. 
En 1994, elle soutient sa thèse de doctorat en philosophie intitulée La Météorologie en français : réception des Météorologiques d'Aristote (XIIIe et XIVe siècles), réalisée sous la direction de Claude Thomasset.
Maître de conférences à l'université Michel de Montaigne-Bordeaux 3 en langue et littérature du Moyen Âge de 1994 à 2004, elle y est ensuite professeur de 2004 à 2006. Professeur à l'université Paris-Sorbonne depuis 2006, elle est aussi, depuis 2009, directrice d'études à l'EPHE.
Joëlle Ducos a été membre de jury, rapporteur, présidente de jury, et directrice de nombreuses thèses.

## Domaines de recherche
Les travaux de Joëlle Ducos portent sur les domaines de savoir au Moyen Âge : ses recherches s'intéressent à l'utilisation du français dans les sciences médiévales, et à la traduction et la diffusion des textes scientifiques, didactiques et encyclopédiques. 
Autour de la question de l'émergence d'une terminologie scientifique française au Moyen Âge, elle dirige l'élaboration d'un Dictionnaire du français scientifique médiéval.

## Publications

### Sciences médiévales
- La Météorologie en français au Moyen Âge - XIIIe – XIVe siècles, Paris, Honoré Champion, 1998, 493 p. (ISBN 978-2-8520-3674-1)
- « Le Temps qu'il fait, signe de Dieu ou du mal - La météorologie du Bourgeois de Paris », dans Nathalie Nabert (dir.), Le Mal et le Diable - Leurs figures à la fin du Moyen Âge, Beauchesne, coll. « Cultures et christianisme » (no 4), 1996, 274 p. (ISBN 2-7010-1346-1), p. 95-112
- Joëlle Ducos et Claude Thomasset, Le Temps qu’il fait au Moyen Âge : phénomènes atmosphériques dans la littérature, la pensée scientifique et religieuse, Presses de l'université de Paris Sorbonne, coll. « Cultures et civilisations médiévales » (no 15), 1998, 287 p. (ISBN 978-2-8405-0104-6, lire en ligne)
- Dominique Boutet et Joëlle Ducos (dir.), Savoirs et fiction au Moyen Âge et à la Renaissance, Presses universitaires de la Sorbonne, coll. « Cultures et civilisations médiévales », 2015, 412 p. (ISBN 978-2-8405-0977-6)
- Joëlle Ducos (dir.), Sciences et langues au Moyen Âge : Wissenschaften Und Sprachen Im Mittelalter, 2012, 437 p. (ISBN 978-3825359409) (Actes de l'Atelier franco-allemand, Paris, 27-30 janvier 2009)
- Joëlle Ducos et Patrick Henriet (dir.), Passages : Déplacements des hommes, circulation des textes et identités dans l'Occident médiéval, Toulouse, Presses universitaires du Midi, coll. « Études médiévales ibériques », 2013, 250 p. (ISBN 978-2-912025-89-0) (Actes du colloque de Bordeaux (2-3 février 2007))

### Linguistique
- Joëlle Ducos, Olivier Soutet et Jean-René Valette, Le Français médiéval par les textes : Anthologie commentée, Paris, Honoré Champion, coll. « Champion classiques », 2016, 464 p. (ISBN 9782745331502)
- L'Ancien et le Moyen Français, Presses universitaires de France, coll. « Que sais-je ? » (no 3935), 2012, 128 p. (ISBN 978-2-7154-0744-2)

Par ailleurs, Joëlle Ducos publie régulièrement des articles dans diverses revues scientifiques comme Langage, Romania, ou Neologica. Elle organise des conférences sur des sujets variés et participe à des émissions de radio.